# Plasa Abrud, județul Alba
Plasa Abrud (între 1918 și 1950) a fost o unitate administrativă sub-divizionară de ordin doi în cadrul județului interbelic Alba. Reședință de plasă a fost orașul Abrud.

## Descriere
Plasa Abrud a funcționat între anii 1918-1950. Prin Legea nr. 5 din 6 septembrie 1950 au fost desființate județele și plășile din țară, pentru a fi înlocuite cu regiuni și raioane, unități administrative organizate după model sovietic.

## Materiale documentare

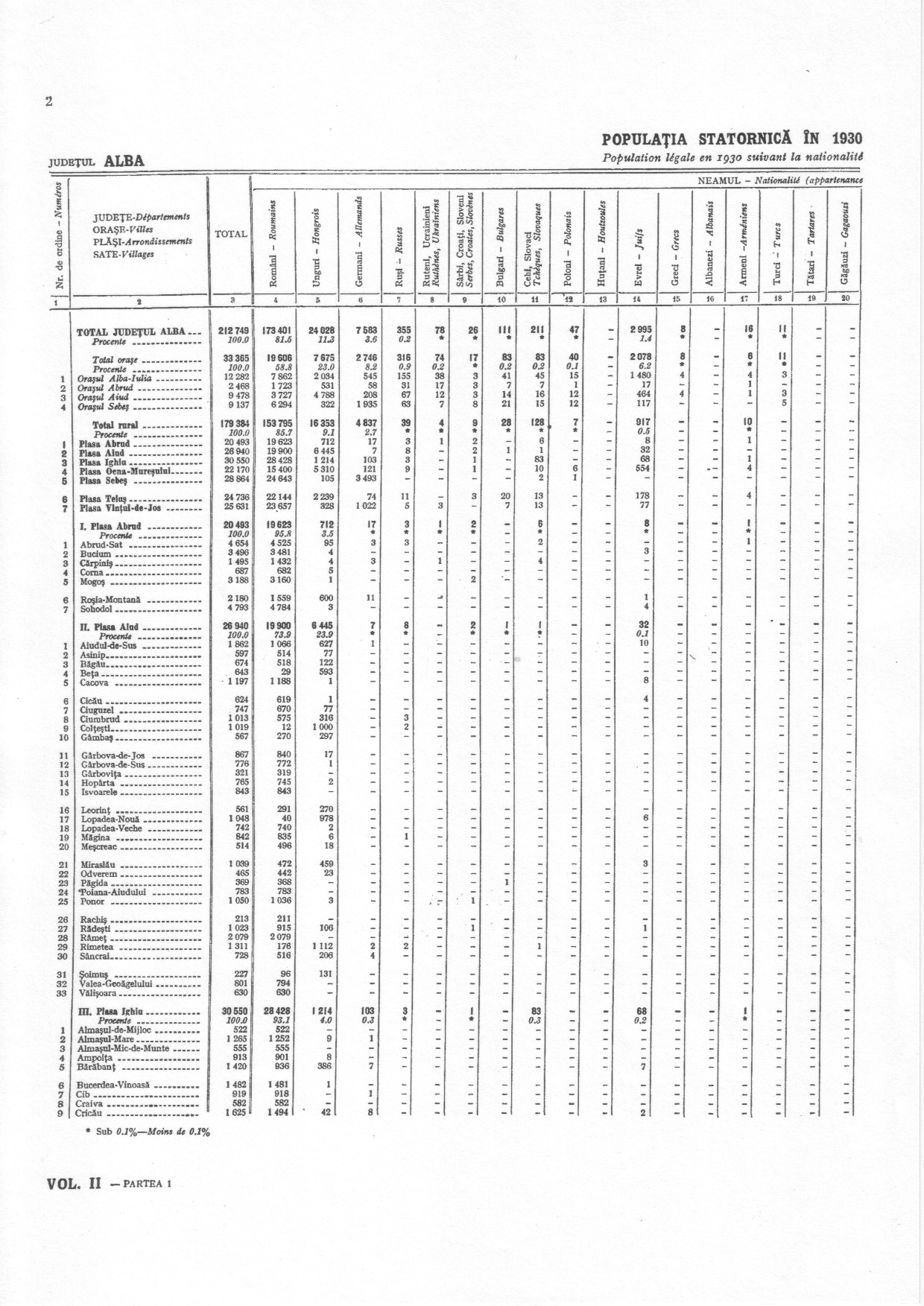
Datele aferente plășii Abrud la recensământul din 1930 (Etnii - partea I)
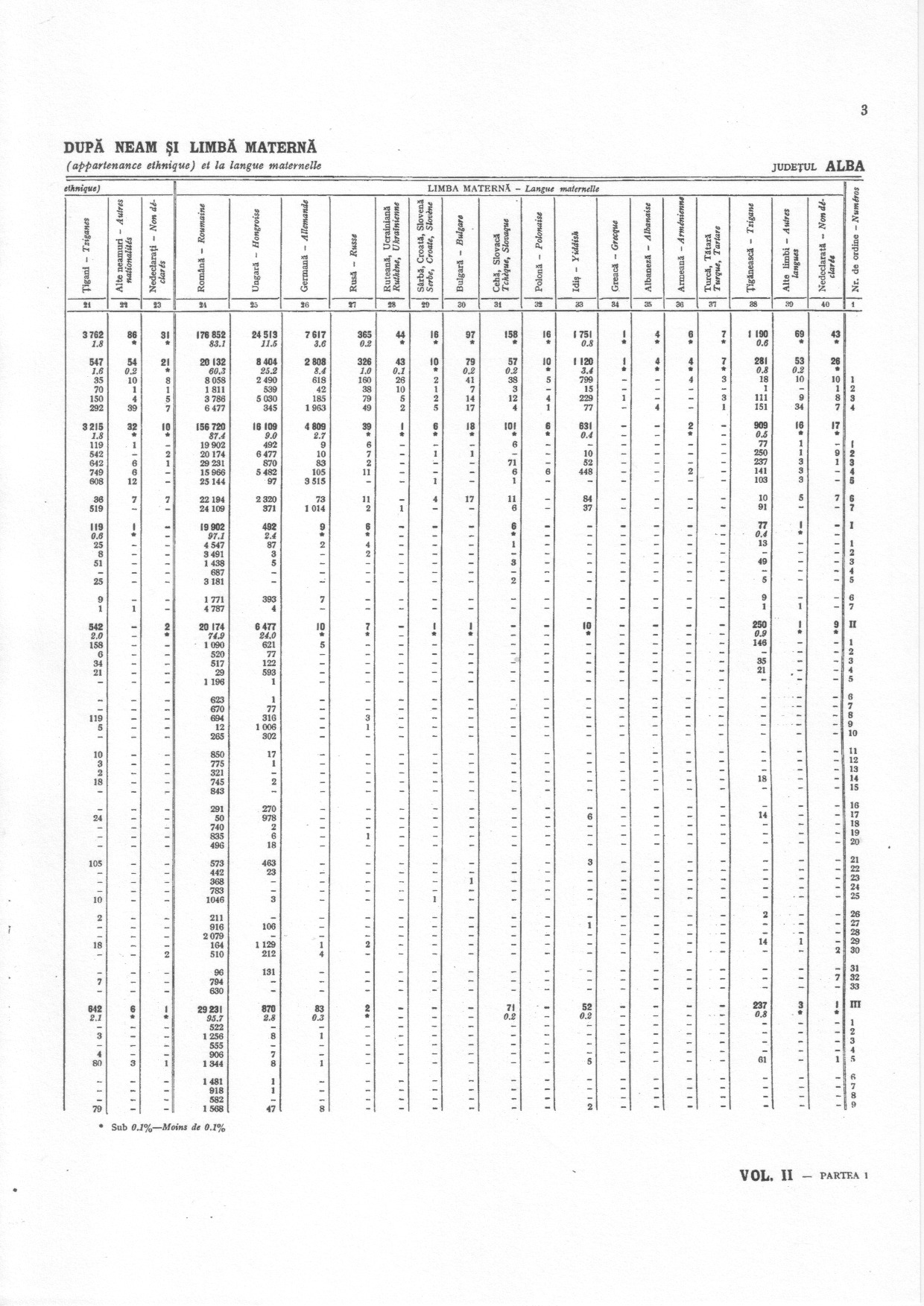
Datele aferente plășii Abrud la recensământul din 1930 (Etnii - partea II)
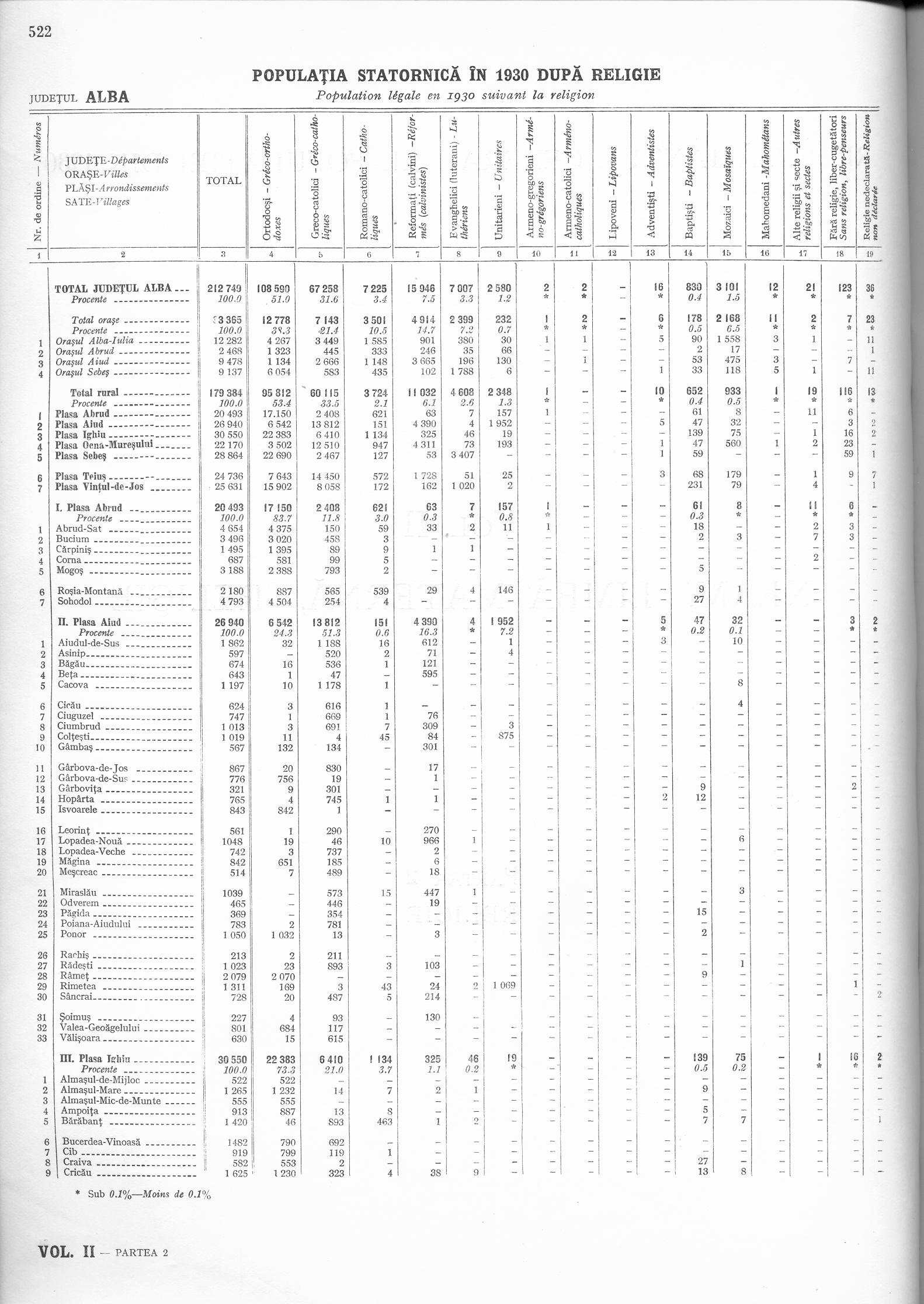
Datele aferente plășii Abrud la recensământul din 1930 (Confesiuni)